# Hoplias auri
Hoplias auri es una especie de pez de agua dulce de la familia caraciforme de los eritrínidos, del género Hoplias, cuyos integrantes son denominados comúnmente, en idioma español, con el nombre de tarariras (entre otros) y localmente en portugués como traíras o trairões. Este pez habita en cuerpos acuáticos tropicales en el centro-norte de América del Sur. 

## Taxonomía
Hoplias auri fue descrita originalmente en el año 2021 por los zoólogos Karen Larissa Auzier Guimarães, Juan José Rosso, Mariano González-Castro, Mendelsohn Fujiie Belém Souza, Juan Martín Díaz de Astarloa y Luís Reginaldo Ribeiro Rodrigues.
Etimología
Etimológicamente, el término genérico Hoplias deriva del idioma griego donde hoplon es 'arma', en relación con sus poderosa dentición. Su apelativo específico auri procede del latín «aurum, auri» y significa 'oro'. La cuenca del río Crepori, su localidad tipo, contiene depósitos de dicho metal precioso, cuya explotación descontrolada por parte de los garimpeiros (buscadores de oro) afecta a la biocenosis de las aguas de ese curso fluvial, en razón del mercurio que se utiliza en dicha explotación.
Historia taxonómica
Las poblaciones de Hoplias auri tradicionalmente eran incluidas en las de H. malabaricus, hasta que información genética y análisis morfológicos permitieron comprobar que no pertenecían a dicha especie sino a una innominada.
Relaciones filogenéticas
Hoplias auri se incluye en el grupo de especies “Hoplias malabaricus”. Al igual que en los restantes integrantes de este grupo, en vista ventral los márgenes del dentario convergen hacia la sínfisis mandibular, formando una “V”, a lo que se suma la típica ‘‘lengua rugosa’’, rasgo constante en este grupo.

## Características
Hoplias auri se caracteriza por una combinación única de caracteres: entre 15 y 16 escamas predorsales, entre 37 y 39 escamas en la línea lateral, 5 escamas desde la aleta dorsal hasta la línea lateral, entre 38 y 39 vértebras, entre 7 y 8 radios en la aleta anal, entre 12 y 15 radios en la aleta caudal, y la última serie vertical de escamas en la base de los radios de la aleta caudal forma una línea recta. Respecto al patrón cromático, no muestra bandas o manchas oscuras distintivas en los flancos, pero exhibe 6 o 7 bandas oscuras en la aleta anal. También puede distinguirse de otros congéneres de su grupo de especies mediante morfometría basada en puntos de referencia, código de barras de ADN y análisis de secuencias nucleotídicas del gen citocromo c oxidasa I.

## Distribución y hábitat
Hoplias auri es un endemismo del estado de Pará, en el centro-norte de Brasil. Habita en el río Crepori, un curso fluvial tropical, afluente del río Tapajós, perteneciente a la cuenca del Amazonas. Estos peces presentan hábitos tróficos decididamente piscívoros, lo que los torna vulnerables a la bioacumulación de mercurio.